# Mondavi Center

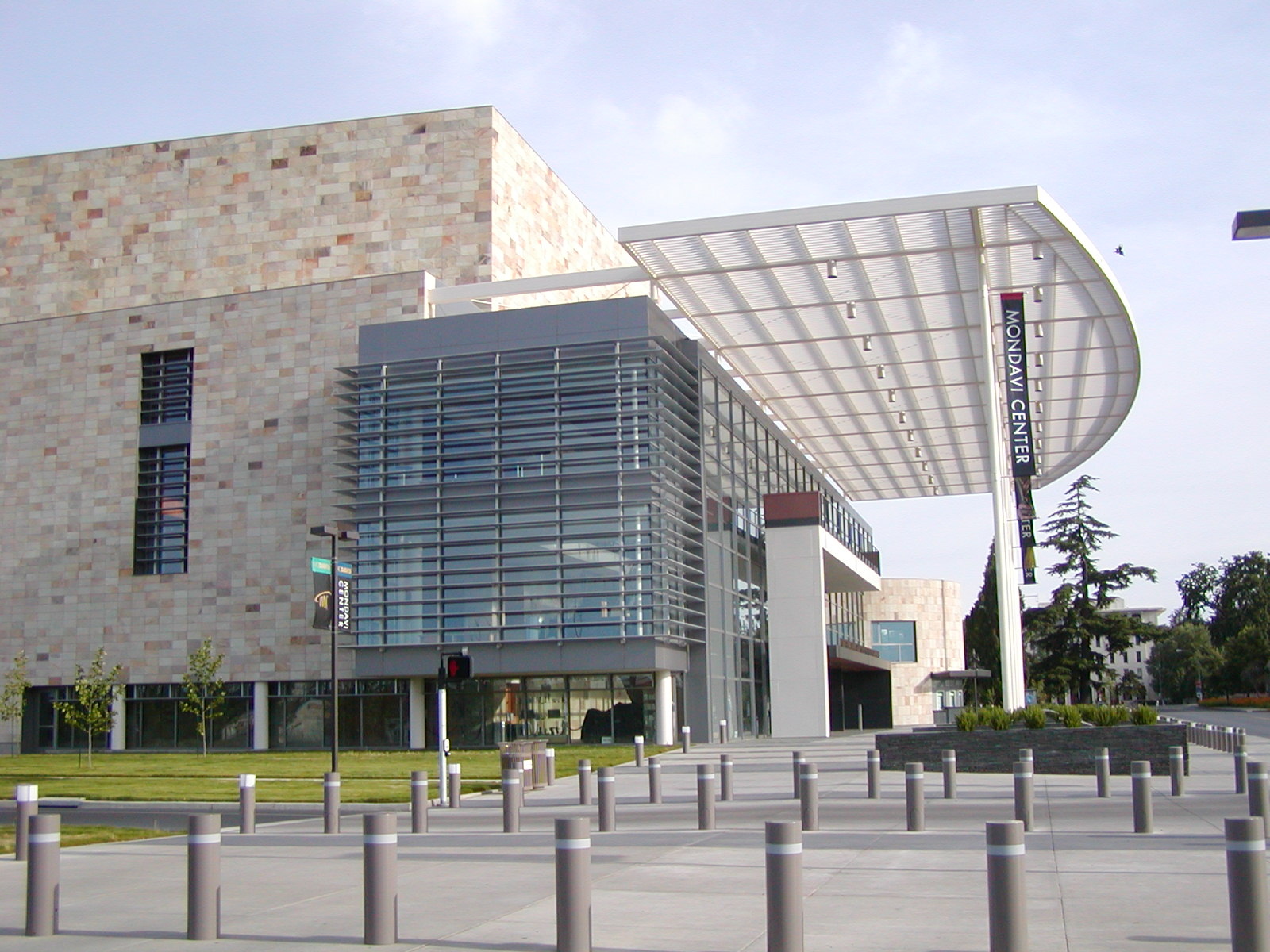
Mondavi Center

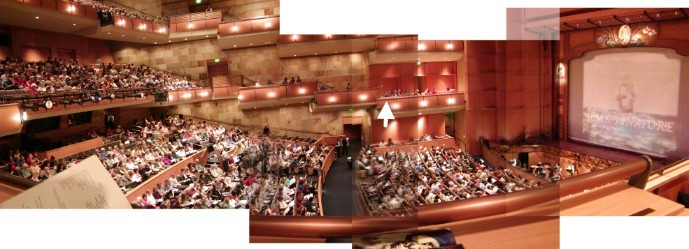
Vue intérieure

Le Mondavi Center, ou Robert and Margrit Mondavi Center for the Performing Arts, est une salle de spectacle de 1800 places située sur le campus de l'Université de Californie à Davis. Il a été baptisé ainsi en l'honneur du mécène et vigneron Robert Mondavi, qui fit don de 10 millions d'US$ pour financer sa construction ainsi qu'un centre des arts de la table et du vin sur ce même campus. Le budget annuel du centre est d'environ 7,3 millions d'US$.
Le Mondavi Center a ouvert ses portes le 3 octobre 2002. D'abord dédié aux concerts de l'orchestre symphonique de l'Université, il accueille aussi aujourd'hui des concerts, des représentations théâtrales, de la danse et d'autres spectacles de groupes locaux ou d'artistes de renommée internationale. Sa façade de verre abrite le foyer, dans le bâtiment on trouve deux salles, le Jackson Hall, baptisé ainsi en l'honneur du professeur William Jackson dont l'épouse Barbara fit don de 5 millions d'US$ au projet en mémoire de lui et une salle plus petite qui n'a pas encore reçu de nom.

## Source
- (en) Cet article est partiellement ou en totalité issu de l’article de Wikipédia en anglais intitulé « Mondavi Center » (voir la liste des auteurs).